# Patissa vestaliella
Patissa vestaliella là một loài bướm đêm trong họ Crambidae.